# Partizanski zločin v Zrinu
Partizanski zločin v Zrinu pomeni pokol, ki so ga jugoslovanski partizani  storili ob zori 9. septembra 1943 v Zrinu. Takrat v kraju ni bilo rednih sil redne vojske NDH. Danes tukaj ne živi noben hrvaški prebivalec.
Zločin je po ukazu generalštaba NOVJ za Hrvaško vodil poveljnik Ivan Rukavina in namestnik poveljnika Ivan Gošnjak, kot najbolj odgovornega za sprejemanje političnih odločitev pa komisar Vladimir Bakarić, pozneje dolgoletni vodja komunistične oblasti na Hrvaškem. V poročilu OZNA iz decembra 1944 kot razlog za odločitev o požigu Zrina je navedeno, da kljub vsem prizadevanjem dveh let in pol vojne na tem mestu ni bilo mogoče najti niti enega moškega ali žensko, ki bi ohranila stike s partizani.
Pred začetkom druge svetovne vojne je v Zrinu, rojstnem kraju Nikole Šubića Zrinskega, živelo približno 850 Hrvatov. Leta 2019 je bila na obnovljeni župnijski cerkvi v Zrinu, ki še vedno nima prebivalcev, potem ko je bila s kolektivno sodbo iz leta 1946 odvzeta vsa posest tamkajšnjih prebivalcev, odvzeta? spominska plošča z imeni 291 Zrinjčanov, ubitih v svetovni vojni, odkrita spominska plošča 2. svetovni vojni?. Od moških, starejših od 18 let, je vojno preživelo le 16.

## Potek dogodkov
Po besedah škofa Ivice Petanjka, rojenega v tej vasi, so med vojno v Zrinu večkrat stražili partizani iz okoliških krajev, kjer so, kot pravijo na tem območju, živeli "Vlahi". Partizani so vas napadli 9. septembra 1943 in požgali Zrin do tal. 
Župan Zrina in več domačinov so marca 1943 obiskali predsedstvo vlade NDH v Zagrebu in v zapisniku zapisali, da so v četrtek partizani 36-krat napadli na vas in da so imeli leta 1941, 80 vojaških pušk, ki so jih zajeli četniki, od tega je bila ena tretjina okvarjenih. Za civilne puške pa niso imeli več streliva. Nadalje pravijo, da je bilo v spopadih s četniki in partizani ubitih ali ujetih 46 domačinov med terenskim delom, bila pa je tudi molitev, da bi bil v vasi nameščen vsaj en vod domobrancev.  
9. in 10. septembra 1943 so partizani izropali Zrin, porušili hiše, požgali župnijsko cerkev in pobili tretjino prebivalstva. Poročilo zmagovalca navaja, da je bilo ubitih 103 sovražnika, pri čemer je sovražnik zasegel 25 pušk. 
Zgodovinar Hrvoje Klasić je za medije leta 2018 zapisal, da so moški iz Zrina večinoma pripadali ustaškemu gibanju, ter da so od leta 1941 do 1943 sodelovali v različnih ustaških zločinih nad srbskim prebivalstvom v okolici; tako da so morali partizani uničiti Zrin kot pomembno ustaško trdnjavo; prav tako navaja, da civilisti, najdeni v Zrinu, domnevno niso bili pobiti, ampak izgnani. Kot vir takšnega znanja H. Klasić navaja ukaz štaba operativne skupine Una od 8. septembra 1943, v katerem je bilo pojasnjeno: »Zrin je najbolj krvavo roparsko gnezdo v Banji. Sovražniki iz Zrina so s grozljivim mučenjem ubili na stotine, stotine ljudi, žensk in otrok, požgali številne hiše in večkrat oropali sosednje vasi po Zrinu. Likvidacija tega trdnjave bo odpravila stalni teror nad okoliškim prebivalstvom." Zgodovinarka Vlatka Vukelić je izjavo H. Klasića kritizirala kot tendenciozno in brez argumentov. 
Po vojni je bilo vse premično in nepremično premoženje domačinov zaplenjeno - s sodbo z dne 7. februarja 1946, zapisano na eni nepopolni strani besedila - in vsem stanovalcem, tj. vdovam in otrokom je bilo prepovedano vračanje v kraj - podobno kot se je zgodilo s Hrvati v Španovici, Boričevcu pri Gračacu, na Udbini in v nekaterih drugih delih SR Hrvaške, kjer so etnično čiščenje lokalnih Hrvatov  razumeli in prikazali kot protifašistični boj. Ženske in otroke iz Zrina so s tovornimi vozili odpeljali v Slavonijo in jih namestili večinoma v štiri vasi v bližini Đakova: Slatinik, Drenje, Gašinci in Lapovci. Hrvatom je bilo strogo prepovedano vračati se v kraj in res - do danes - niti en Zrinjanin se ni vrnil na njegovo družinsko posestvo.
Sodba Okrožnega sodišča v Dvoru na Uni št. I-2/46-Z z dne 7. februarja 1946, ki je kolektivno odvzel premoženje vsem prebivalcem Zrina
Jugoslovansko komunistično zgodovinopisje je s svojo razlago mimo in molčalo o dogodkih teh - in podobnih - zločinov nad hrvaškim civilnim prebivalstvom v Neodvisni državi Hrvaški. 
Zoper kriminalce do danes ni bil uveden kazenski postopek. 
Zagrebška nadškofija nikoli ni odpravila župnije Zrin, čeprav je edina na Hrvaškem brez enega živega katolika. Spomin na Zrin v javnosti že leta v veliki meri ostaja v veliki meri posledica prireditve spominske maše v Zrinu ob obletnici uničenja vasi. 
Obnova hrvaške dediščine v Zrinu napreduje zelo počasi. Napredek pri obnovi utrdbe in gotske cerkve sv. Marije Magdalene pri organizaciji državnih konservatorjev so bile zelo postopne. Čeprav je bil začetek resnejših del napovedan leta 2011, je bil do leta 2017 zavarovan le vhod v utrdbo, resnejša dela pa so se začela šele marca 2017, pri obnovi dela obrambnega obzidja. 
Hrvaške oblasti še niso začele izterjati premoženja, ki so ga razseljeni Zrinjani in njihovi potomci odvzeli v času komunistične vladavine, čeprav so nekateri od njih vložili zahteve za vračilo.

## Označevanje
Za vse Zrinjčane, ki so umrli v drugi svetovni vojni, je spominska maša na mestu porušene cerkve Našašća sv. Križa v Zrinu. Pred mašo poteka parada hrvaške časti od vznožja trdnjave Zrinski do mesta porušene cerkve Našašća sv. Križa, po množičnem spominu na žrtve Zrina. 
Sisaška škofija je leta 2013 ustanovila Fundacijo za gradnjo cerkve Marijinega vnebovzetja v Zrinu, ki se je lotila tudi dejavnosti za seznanjanje današnje javnosti z desetletji dolgo usodo Zrina in Zrincev. Gradnja povsem nove cerkve Marijinega vnebovzetja je bila dokončana leta 2019.

## Raziskovanje
Trupla mrtvih so našli leta 2013 na začetku arheoloških izkopavanj. Najdeni so bili ostanki razseljenih človeških kosti, in ko so prispeli rezultati analize vzorcev, je bilo ugotovljeno, da gre za ostanke iz druge svetovne vojne. 
24. novembra 2014 so se v bližini mesta porušene župnijske cerkve Matere Božje sv. Križa začela izkopavanja, da bi našli in izkopali posmrtne ostanke Zrinjanov, pobitih v drugi svetovni vojni, katerih ostanke so našli že prej. 
Franjo Talan je član komisije HBK in BK BiH za hrvaško martirologijo, ki se ukvarja s to raziskavo.